# Méry-Bissières-en-Auge
 Méry-Bissières-en-Auge  è un comune francese di nuova costituzione in Normandia, dipartimento del Calvados, arrondissement di Lisieux. Il 1º gennaio 2017 è stato creato accorpando i comuni di Bissières e Méry-Corbon, che ne sono diventati comuni delegati.